# Mollisia minutissima
Mollisia minutissima är en svampart som beskrevs av P. Karst. 1887. Mollisia minutissima ingår i släktet Mollisia och familjen Dermateaceae.   Inga underarter finns listade i Catalogue of Life.